# Haustür Schulstraße 33 (Hadamar)

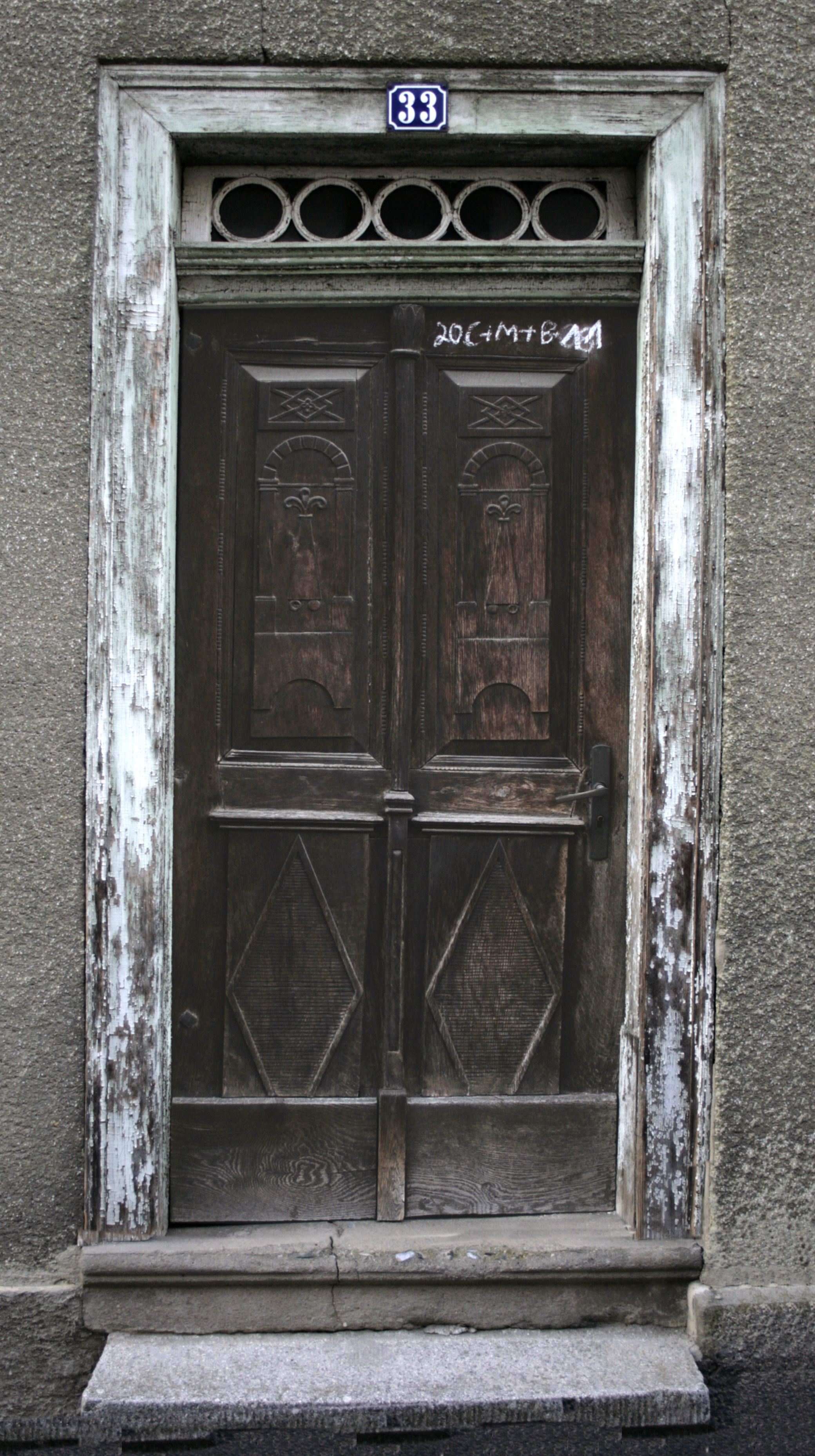
Haustür Schulstraße 33 in Hadamar

Die Haustür Schulstraße 33 in Hadamar, einer Stadt im mittelhessischen Landkreis Limburg-Weilburg, wurde im 19. Jahrhundert geschaffen. Die Haustür ist ein geschütztes Kulturdenkmal aus künstlerischen Gründen.
Die spätbiedermeierliche hölzerne Tür mit zwei Flügeln hat vier Türfüllungen mit einem geschnitzten Reliefdekor. Das schmale Oberlichtband besteht aus Ringen.